# Entre Gatos y Medianoche
Entre Gatos y Medianoche è un album della cantante Sandra Coz uscito nel 2014 su etichetta Lolo Records. Sono presenti duetti con i Matia Bazar, Shalpy e Miguel Zabaleta.
Nella copertina Sandra Coz ha la stessa maschera da Catwoman utilizzata da Michelle Pfeiffer nel film Batman - Il ritorno diretto da Tim Burton nel 1992.

## Tracce
1. Escalofrío cálido (feat. Matia Bazar)
2. Tuyo mi amor
3. Espejos reflejos (feat. Miguel Zabaleta)
4. Vamos a bailar
5. Soles azules
6. Y si mañana
7. Con todo el amor que te tengo
8. La mujer de tu amigo
9. Rogaré (feat. Shalpy)